# Brachioxena
Brachioxena là một chi bướm đêm thuộc phân họ Olethreutinae trong họ Tortricidae.

## Các loài
- Brachioxena lutrocopa (Meyrick, 1914)
- Brachioxena niveipalpis (Meyrick, 1938)
- Brachioxena pakistanella (Amsel, 1968)
- Brachioxena psammacta (Meyrick, 1908)
- Brachioxena sparactis (Meyrick, 1928)